# Hoa kiều nhật báo
Hoa kiều nhật báo hoặc Overseas Chinese Daily News (tiếng Trung: 華僑日報) là một tờ báo tiếng Hoa có trụ sở tại Hồng Kông. Báo được xuất bản từ năm 1925 đến năm 1995. Tờ báo này do Sầm Duy Hưu sáng lập sau khi gia đình Sầm nắm quyền kiểm soát công ty.

## Lịch sử
Tờ báo được xuất bản dưới cái tên Chinese General Merchants Daily từ năm 1919 đến năm 1923 khi Tổng Thương hội Trung Hoa và Daily Press đồng sở hữu công ty này. Hợp đồng sau đó kết thúc và Tổng Thương hội Trung Hoa đã tự xuất bản tờ báo này. Năm 1925, báo được bán lại cho Sầm Duy Hưu. Nó được đổi tên thành Hoa kiều nhật báo bắt đầu xuất bản vào ngày 5 tháng 6 năm 1925.
Tháng 12 năm 1941, Nhật Bản bắt đầu tiến quân vào chiếm đóng Hồng Kông. Hoa kiều nhật báo là một trong số ít tờ báo được phép tiếp tục xuất bản. Tờ báo đã sử dụng các kỹ năng viết khác nhau để vượt qua sự kiểm duyệt của chính phủ quân sự Nhật Bản và bí mật truyền tải thông điệp chống Nhật. Ngày 1 tháng 4 năm 1945, Hoa kiều vãn báo (tiếng Trung: 華僑晚報) được thành lập. Lần phát hành cuối cùng của tờ báo này là vào ngày 1 tháng 4 năm 1988.
Năm 1985, người sáng lập Sầm Duy Hưu qua đời. Con trai ông là Sầm Tài Sinh không muốn tiếp tục điều hành tờ báo này nữa. Do đó, vào tháng 12 năm 1991, tờ báo được bán cho South China Morning Post. Tờ Post tiếp tục bán lại cho Hương Thụ Huy vào tháng 1 năm 1994 để rồi vị chủ mới này khiến cho tờ báo bán chạy hơn. Tuy nhiên, nó vẫn bị đình bản vì lý do tài chính vào ngày 12 tháng 1 năm 1995. Thống đốc Chris Patten cho biết ông rất buồn và tờ báo này nổi tiếng là liêm chính và quan tâm đến các giá trị cộng đồng.